# Abilene (Texas)
Pour les articles homonymes, voir Abilene.
Abilene est une ville de l'État du Texas, aux États-Unis, située dans le comté de Taylor dont elle est le siège. Une partie s'étend sur le comté de Jones. Sa population était de 117 063 habitants lors du recensement de 2010, ce qui en fait la 27e ville la plus peuplée du Texas. C'est la ville principale de l'aire métropolitaine d'Abilene, qui compte 170 219 habitants selon une estimation de 2017.

## Économie
C'est le centre commercial d'une région d'élevage et de production pétrolière. Les industries y sont variées (agroalimentaire, habillement, etc.).

## Transport
La ville possède un aéroport, l'aéroport régional d'Abilene (code AITA : ABI).

## Démographie
| Groupe            | Abilene | Texas | États-Unis |
| ----------------- | ------- | ----- | ---------- |
| Blancs            | 75,5    | 70,4  | 72,4       |
| Afro-Américains   | 9,6     | 11,9  | 12,6       |
| Autres            | 9,2     | 10,5  | 6,2        |
| Métis             | 3,3     | 2,7   | 2,9        |
| Asiatiques        | 1,7     | 3,8   | 4,8        |
| Amérindiens       | 0,7     | 0,7   | 0,9        |
| Océaniens         | 0,1     | 0,1   | 0,2        |
| Total             | 100     | 100   | 100        |
|                   |         |       |            |
| Latino-Américains | 24,5    | 37,6  | 16,7       |

Selon l’American Community Survey, pour la période 2011-2015, 82,04 % de la population âgée de plus de 5 ans déclare parler l'anglais à la maison, 14,52 % l'espagnol et 3,44 % une autre langue.
Le revenu par habitant était en moyenne de 21 621 dollars par an entre 2012 et 2016, inférieur à la moyenne du Texas (27 828 dollars) et à la moyenne nationale (29 829 dollars). Sur cette même période, 19,4 % des habitants d'Abilene vivaient sous le seuil de pauvreté (contre 15,6 % dans l'État et 12,7 % à l'échelle des États-Unis).

## Personnalités
- Carole Cook (1924-2023), actrice américaine, est née à Abilene.
- Wayne Wells (1946-), champion olympique de lutte en 1972, est né à Abilene.